# Le Plessis-Lastelle
Le Plessis-Lastelle település Franciaországban, Manche megyében. Lakosainak száma 238 fő (2022. január 1.). Le Plessis-Lastelle Gorges, Laulne, Montsenelle és Vesly községekkel határos.

## Népesség
A település népességének változása:
| Lakosok száma | 252  | 242  | 249  | 236  | 237  | 239  | 240  | 238  | 238  |
|               | 2013 | 2015 | 2016 | 2017 | 2018 | 2019 | 2020 | 2021 | 2022 |